# Wiesław Dobkowski
Wiesław Józef Dobkowski (ur. 2 stycznia 1953 w Rząśniku Szlacheckim) – polski polityk, inżynier, samorządowiec, senator VII, VIII, IX, X i XI kadencji.

## Życiorys
Syn Romana i Sabiny. W 1978 ukończył studia na Wydziale Elektrycznym Politechniki Łódzkiej. W 1980 został zatrudniony w Kopalni Węgla Brunatnego „Bełchatów”. Zajmował stanowiska sztygara zmianowego, kierownika działu i sekcji, a od 2006 dyrektora Zakładu Robót Inżynieryjno-Budowlanych w Rogowcu.
W latach 90. należał do Porozumienia Centrum. W wyborach samorządowych w 1998 bezskutecznie ubiegał się o mandat radnego powiatu bełchatowskiego z listy komitetu Ruch Patriotyczny Ojczyzna. Od 2006 do 2007 zasiadał w sejmiku łódzkim. W wyborach parlamentarnych w 2007 został wybrany na senatora z ramienia Prawa i Sprawiedliwości w okręgu piotrkowskim, otrzymując 76 708 głosów. W 2009 bez powodzenia kandydował do Parlamentu Europejskiego. W 2011 z powodzeniem ubiegał się o reelekcję, w nowym okręgu jednomandatowym dostał 51 797 głosów. W 2015 został ponownie wybrany na senatora (dostał 71 764 głosy). W wyborach w 2019 i 2023 po raz kolejny uzyskiwał mandat z wynikiem odpowiednio 102 812 głosów oraz 87 843 głosy.